# Pierre-Julien Eymard
Pour les articles homonymes, voir Eymard.
Pierre-Julien Eymard, né le 4 février 1811 à La Mure (France) et mort au même lieu le 1er août 1868, est un prêtre catholique français, fondateur de la congrégation du Saint-Sacrement et des Servantes du Saint-Sacrement dédiées à l'adoration eucharistique.
Déclarée saint par l'Église catholique, il est canonisé le 9 décembre 1962 et fêté le 2 août de chaque année.

## Biographie

### Sa jeunesse
Pierre-Julien Eymard naît dans une famille pauvre et pratiquante le 4 février 1811. Son père est boutiquier, vendeur d'huile d'olive, dans la commune de La Mure.
Très vite, l'enfant se sent attiré par l'église paroissiale que sa mère Marie-Madeleine Eymard et sa sœur Marie-Anne fréquentent assidûment. Alors qu'il était tout jeune, cette dernière aurait un jour retrouvé l'enfant la tête penchée vers le tabernacle et qui lui aurait déclaré : « C’est que je L’écoute et je L’entends mieux ici ».
Vers l'âge de 12 ans, il ressent une profonde attirance vers la vie religieuse et en 1823 il informe ses parents de son desirs de devenir prêtre. Cependant, son père s'oppose à cette idée.
Grâce à l'abbé Desmoulins qui obtient de ses parents de le lui confier, Pierre-Julien est scolarisé gratuitement près de Grenoble.
En 1829, Pierre-Julien entre au petit séminaire des pères oblats de Marie-Immaculée à Marseille et en 1831, il est admis au grand séminaire de Grenoble. Le 20 juillet 1834, à 23 ans, Pierre-Julien Eymard est ordonné prêtre.
Il célèbre sa première messe le 22 juillet 1834 dans la basilique Notre-Dame de l'Osier. Il est ensuite nommé vicaire dans la commune de la Chatte, puis curé dans une commune de Mont Saint-Eynard.
Désirant devenir religieux, il entre au noviciat des Pères maristes, le 14 août 1839.
En 1851, alors qu’il prêche une retraite à Notre-Dame de Fourvière, il est, selon ses propres mots, « fortement impressionné » par une révélation soudaine qui selon lui ne peut venir que de Dieu, il perçoit « l’état d’abandon spirituel du clergé séculier ». Pierre-Julien aurait également vu « le manque de formation des laïcs ». Il éprouve désormais la nécessité d’y remédier.
Peu à peu il est de plus en plus convaincu que Dieu veut qu’il fonde un nouvel ordre religieux entièrement voué au culte et à l’apostolat eucharistiques.
En 1856, après avoir été relevé à sa demande, de ses vœux chez les pères maristes, Pierre-Julien s’installe à Paris où il fonde la congrégation du Saint-Sacrement le 13 mai 1856 et la congrégation des servantes du Saint-Sacrementen juin 1858.

### Sa vie chez les maristes

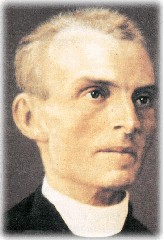
Portrait de saint Pierre-Julien Eymard.

Le 20 août 1839, Pierre-Julien alors prêtre du diocèse de Grenoble rejoint la Société de Marie. Le 16 février 1840, il y prononce ses vœux religieux. Après son noviciat, il est nommé directeur spirituel de l'école Lamartine, alors tenu par les pères maristes, de la commune de Belley et en 1844, il est élu provincial (équivalent de vicaire général) pour la maison mère des pères maristes (maison Puylata à Lyon). 
En 1845, lorsque Jean-Claude Colin souhaite résigner de sa position de supérieur général de la Société de Marie, Eymard est choisi par ceux qui désapprouvent cette idée pour les représenter et demander à Colin d’abandonner cette idée (ce qui fut fait, il démissionnera en 1854). 
En 1845, Eymard est appointé directeur du tiers ordre de la Société de Marie. Il occupera cette fonction jusqu’en 1852. En plus de réorganiser le tiers ordre, il rédige la règle de ce dernier où il met fortement l'accent sur la prière et la récollection. 
En 1845, pendant la solennité du Saint-Sacrement du corps et du sang du Christ, Pierre-Julien éprouve une forte attirance pour faire de Jésus dans l'eucharistie le centre de son ministère sacerdotal. En janvier 1849, pendant qu’il se trouve à Paris il rencontre un groupe eucharistique et revient à Lyon avec des idées pour promouvoir la dévotion eucharistique parmi les maristes. En 1850, il est lui confié la direction du noviciat (La Favorite) de la Société de Marie.
Eymard est un grand partisan de l'apparition mariale de La Salette. Au sujet de l'incident où le curé d'Ars perçut comme menteur un des deux témoins de cette apparition, Eymard écrivit le 6 mars 1851 au vicaire général de Grenoble, lui aussi grand partisan de l'apparition : « D'ailleurs on donne au loin trop de puissance à l'opinion de M. le curé d'Ars ; ici, elle est bien ordinaire sous le rapport du jugement, et souvent on le met au-dessous […] ».
Le 21 janvier 1851, pendant qu’il prie à la basilique Notre-Dame de Fourvière, Eymard est fortement impressionné par la pensée de l'état d'abandon spirituel dans lequel se trouvent les prêtres séculiers, du manque de formation des laïcs, de la pitoyable dévotion envers le Saint-Sacrement et des sacrilèges commis contre l'eucharistie. Il comprend la nécessité de créer un pendant masculin à l’œuvre Sœurs de l'Adoration réparatrice fondée par Théodelinde Bourcin-Dubouché. Pendant un moment il envisage de créer une nouvelle branche autonome au sein du tiers ordre de la Société de Marie, composée de prêtres et dédiée à l’adoration eucharistique. Mais il abandonnera cette idée sans avoir jamais essayé de la concrétiser.
En 1856, Pierre-Julien Eymard qui souhaite se consacrer pleinement au culte et à l’apostolat eucharistiques demande à être relevé de ses vœux chez les pères maristes (c’est-à-dire qu’il quitte la Société de Marie, il n’est plus l’un de ses membres).

### La congrégation du Saint-Sacrement
Après de nombreuses épreuves et difficultés, Eymard réussit à ouvrir une première communauté rue d'Enfer, à Paris. Fondée en 1856, la congrégation est définitivement approuvée le 3 juin 1863 par le pape Pie IX. Le père Eymard accepte son élection à vie comme supérieur général des prêtres du Saint-Sacrement, alors qu'il espérait y être simple religieux.

Peu de temps après, il est contraint de quitter la maison de Paris, vouée à la démolition pour laisser la place au percement d'un boulevard et de s'installer ailleurs, tandis que la pauvreté de la nouvelle congrégation était si grande qu'elle devait accepter l'aide matérielle de couvents voisins.

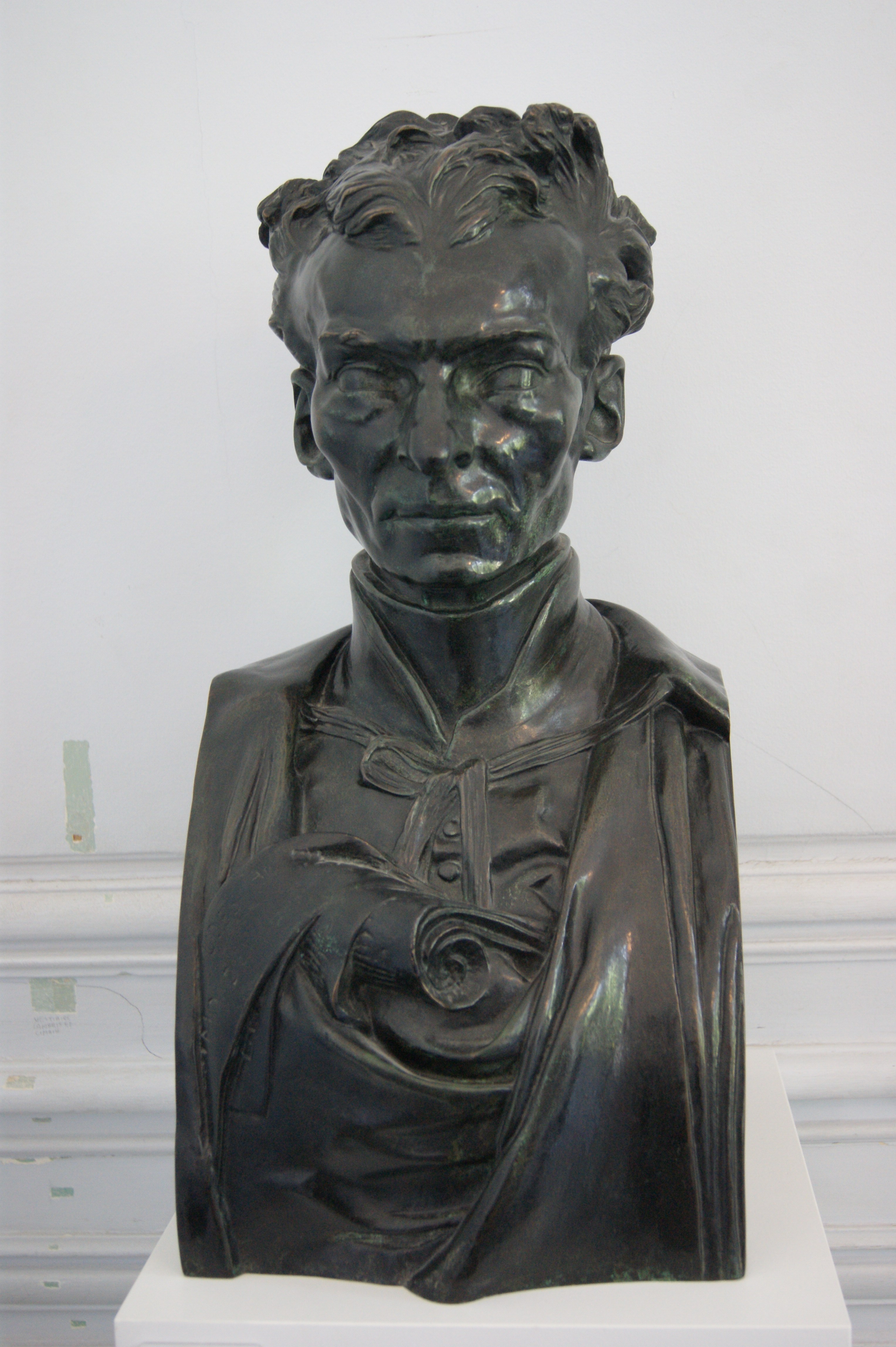
Bronze de saint Pierre-Julien Eymard par Rodin (1863), musée Rodin, Paris.

Le 21 juillet 1868 au soir, le père Eymard usé, amaigri, incapable de prendre la moindre nourriture, arrive dans son village natal de La Mure, sur ordre formel de son médecin pour s'y reposer. Il y meurt le 1er août suivant, épuisé de fatigue, succombant à une hémorragie vasculaire cérébrale à l'âge de 57 ans.
Trois semaines avant sa mort, il dit au frère Tesnière : « Oh ! que le diable est mauvais quand il vous bat. Ses soufflets sont secs, comme s’il frappait sur du marbre. Ah ! c’est qu’il frappe vraiment et non pas seulement d’une manière imaginaire. ».

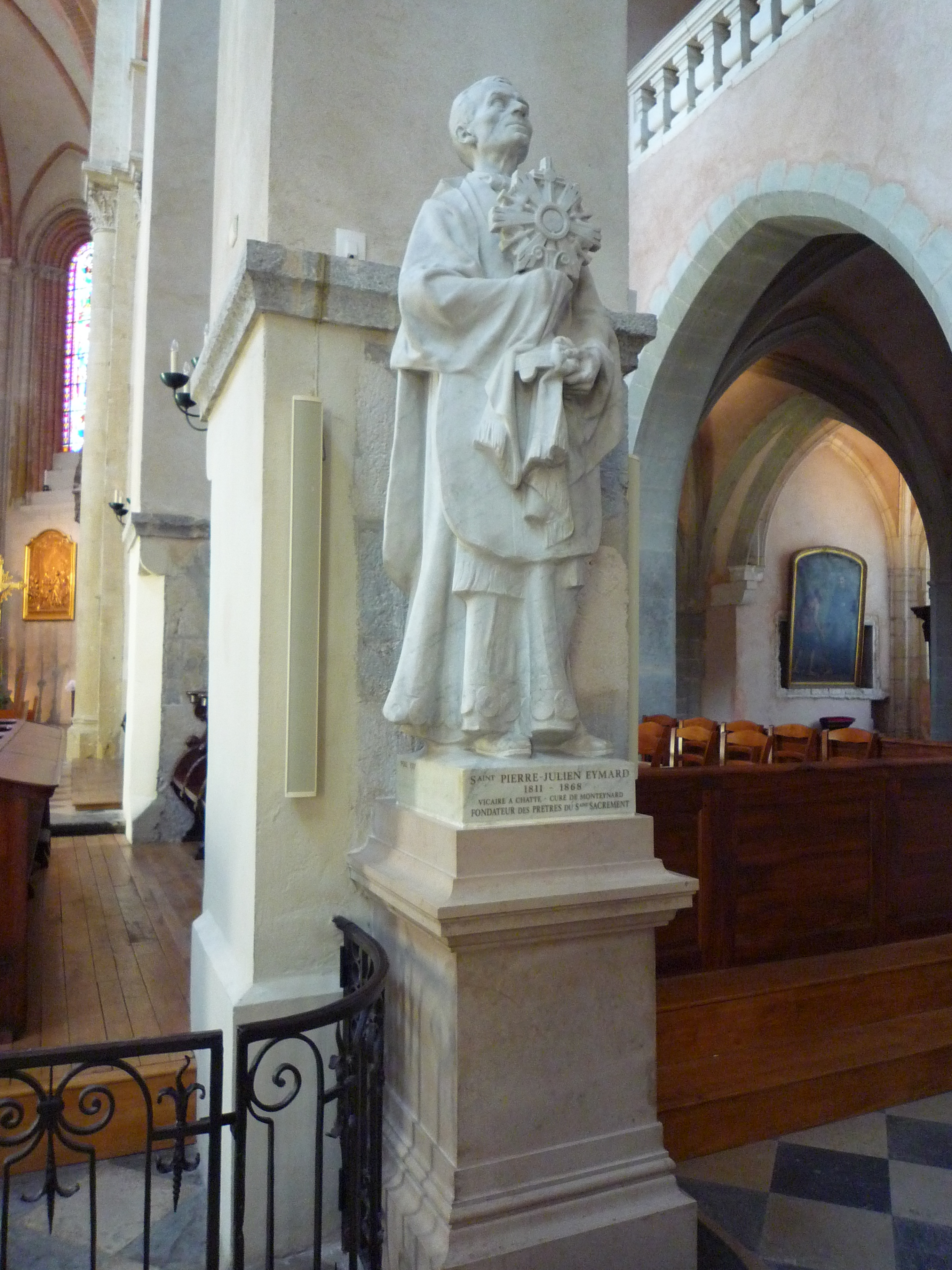
Sa statue dans la cathédrale de Grenoble.

## Béatification et canonisation
- Le pape Pie XI le béatifie le 12 juillet 1925.

- Le 9 décembre 1962, le pape Jean XXIII, l'inscrit au catalogue des saints.

- Le 9 décembre 1995, il est inscrit au calendrier grégorien et est présenté à toute l'Église comme l'apôtre de l'Eucharistie. Sa fête est fixée au 2 août[7].

- Son corps repose dans la chapelle du Corpus Christi de l'église du Saint-Sacrement, 23 avenue de Friedland à Paris 8e.

## Son œuvre aujourd'hui
Les religieux de la congrégation du Très-Saint-Sacrement sont environ un millier, répartis en 140 maisons à travers 29 nations. Les Servantes du Saint-Sacrement sont près de 300 religieuses.